# 大阪経済大学硬式野球部
大阪経済大学硬式野球部（おおさかけいざいだいがくこうしきやきゅうぶ）は、関西六大学野球連盟に所属する大学野球チーム。大阪経済大学の学生によって構成されている。

## 創部
- 1932年（昭和7年）

## 歴史
1932年（昭和7年）大阪経済大学の前身である浪華高等商業学校の開設と同時に創部。1935年（昭和10年）昭和高等商業学校に改称。全国高等専門学校野球大会、全国実業専門学校野球大会等に参加する。創部期の卒業生に豊田砡、中島春雄がおり浪華商業学校（のち浪華商業高等学校）野球部監督や部長を務め全国大会で優勝も果たしている。中島はのちに当部の監督、総監督を合わせて37年の長きにわたり務めている。1937年（昭和12年）関西学生野球連盟 (終戦前)に加盟。1949年（昭和24年）戦後の学制改革により大阪経済大学発足。1951年（昭和26年）近畿大学野球連盟（1994年に近畿学生に改称。以下、近畿リーグ）に加盟。1962年（昭和37年）関西大学野球連合発足に伴い近畿リーグが関西六大学野球連盟 (旧連盟)（以下、旧関六リーグ）の傘下となる。

### 昇格までの入れ替え戦
関西大学野球連合下の近畿リーグに於いて1部リーグ優勝15回を数える。同連合下の近畿、京滋、阪神、各リーグ優勝校による三大学リーグ首位決定戦を経て対戦した旧関六リーグ最下位校との入れ替え戦の結果は次の通り。1966年（昭和41年）秋季、同志社大学戦敗退。1970年（昭和45年）春季、大阪商業大学戦敗退。1976年（昭和51年）春季、近畿大学戦敗退。1980年（昭和55年）春季、4度目の入れ替え戦となった神戸学院大学戦に勝利し、旧関六リーグに悲願の初昇格を果たしている。

### 初昇格即優勝
初昇格で臨んだ1980年（昭和55年）秋季、旧関六リーグ戦に於いて上位3校が勝ち点で並ぶ混戦を勝率で制し、リーグ史上初となる初昇格即優勝の快挙を成し遂げている。直後の第11回明治神宮野球大会に関西大学野球連合代表として初出場も果たしている。1981年（昭和56年）春季、一転最下位となり、関西学院大学との入れ替え戦にも敗退し近畿リーグに降格となる。浮き沈みの激しい成績を残しわずか2季で旧関六リーグを去ることとなる。

### 新生「関西六大学野球連盟」時代
1982年（昭和57年）関西大学野球連合が解体した後は、新生の関西六大学野球連盟に移籍する。1984年（昭和59年）春季、新リーグで初優勝し、その勢いで第33回全日本大学野球選手権大会関西地区代表決定戦を勝ち抜き、当時の地区代表2枠の第1代表で同大会に初出場。1回戦で島根大学に6-10で敗退。この試合での10盗塁は大会記録になっている。1991年（平成3年）秋季には有働克也を擁してリーグ優勝し、その後の関西地区代表決定戦を制し、第22回明治神宮野球大会に2回目の出場を果たす。初戦で優勝校となる愛知学院大学に延長戦の末1-2で惜敗。有働は大会直後の第27回プロ野球ドラフト会議で指名を受けている。2007年（平成19年）春季に31季ぶりに優勝し、23年ぶりに第56回全日本大学野球選手権大会に2回目の出場を果たす。同年の秋季も制し、更に第5回関西地区大学野球選手権大会に準優勝し、関西第2代表枠で第38回明治神宮野球大会に16年ぶりに出場している。
2016年（平成28年）、2007年の春秋連覇時の中心メンバーであり、読売ジャイアンツ、オリックス・バファローズに所属した元プロ野球選手の山本和作が監督に就任した。2023年（令和5年）日本ハムファイターズなどに所属した元プロ野球選手で、NPB各球団やWBC日本代表のコーチを歴任した高代延博が1月1日付で監督に就任。

## 本拠地
- 大阪府茨木市福井1500-1 大阪経済大学茨木グラウンド

## 記録
- リーグ優勝 8回（旧関六時代の1回を含む）
- 全日本大学野球選手権大会には1984年、2007年の2回出場
- 明治神宮野球大会には1980年、1991年、2007年の3回出場

※ 2023年（令和5年）大学選手権終了時点

## 主な出身者
プロ野球選手
- 西脇興司（元西鉄ライオンズ）
- 中村公夫 (元西鉄ライオンズ）[12]
- 三本政之（元近鉄バファローズ、引退後球団職員）[13]
- 原田要（元ヤクルトスワローズ、引退後球団職員）[14][15]
- 有働克也（元横浜ベイスターズ・中日ドラゴンズ）
- 近藤洋輔（元香川オリーブガイナーズ）
- 芦田真史（元信濃グランセローズ）
- 山本和作（元オリックス・バファローズ）前野球部監督
- 丸毛謙一（読売ジャイアンツ育成選手→元オリックス・バファローズ、引退後球団職員）
- 長江翔太（元読売ジャイアンツ育成選手）
- 才木海翔（オリックス・バファローズ）
- 津田淳哉（阪神タイガース）